# Нивки (заказник)
Ни́вки — лісовий заказник місцевого значення в Україні. Об'єкт природно-заповідного фонду Львівської області.
Розташований у лісовому фонді Сокальського ДЛГП «Галсільліс» (Реклинецьке лісництво, кв. 27), у межах території Великомостівської міської громади Шептицького району Львівської області, на північ від міста Великі Мости.
Площа 0,5 га. Оголошений Рішенням Львівської обласної ради від 25 жовтня 2018 року № 760 з метою збереження рідкісних видів зелених насаджень, біорізноманіття та підтримання екологічного балансу регіону.
Територія заказника охоплює частину лісового масиву, у деревостані якого переважає сосна, у домішку — берест, вільха, береза.